# Clauneck

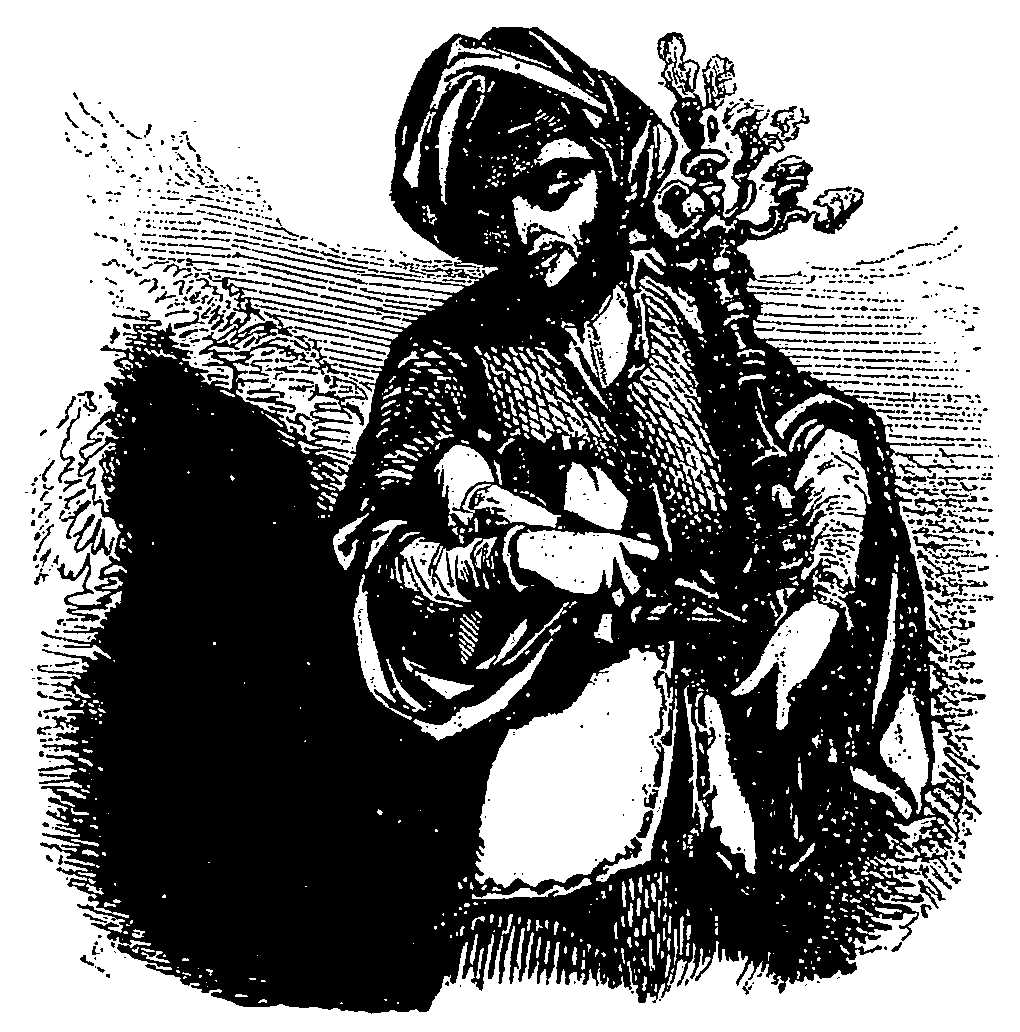

Clauneck (também chamado Chaunta, Elantiel, Claunt e Claunth) é um daemon mencionado nos grimórios Chave de Salomão, Grimorium Verum e Dictionnaire Infernal.
Na Chave de Salomão, o texto mais antigo conhecido em que ele aparece (século XVIII), seu nome é escrito como "Claunth", e é dito que ele tem o poder de "dar riquezas e tirá-las". O livro descreve um ritual pelo qual se invoca Clauneck junto a Lúcifer para "transformar magicamente pedaços de pergaminho em moedas de ouro".
Clauneck faz sua aparição mais famosa no Grimorium Verum, conhecido a partir de cópias francesas e italianas do século XIX. Ele é um dos dezoito Servidores de Syrach e é descrito como muito amado por Lúcifer. Geralmente, é invocado por sua capacidade de conceder riquezas, seja trazendo dinheiro de grandes distâncias ou auxiliando na descoberta de tesouros ocultos. Clauneck é considerado o demônio da riqueza, conhecido por ser obediente aos seus evocadores, desde que estes mostrem o devido respeito.

## Interpretações Modernas
- Clauneck aparece no videogame Cult of the Lamb na forma de um pato, fornecendo atualizações ao protagonista.
- O álbum conceitual Indwell (2020), do projeto de metalcore Methwitch, conta a história de um homem que invoca Clauneck, mas acidentalmente abre um portal para demônios que o torturam até a morte.